# The Way West
The Way West is een Amerikaanse western uit 1967 onder regie van Andrew V. McLaglen. De film is gebaseerd op het gelijknamige boek van A.B. Guthrie jr. dat een Pulitzerprijs voor fictie won.

## Verhaal
De Amerikaanse senator William Tadlock (Kirk Douglas) verlaat in 1843 zijn huis in Missouri en trekt per huifkar westwaarts over de Oregon Trail. Zijn zoon en slaaf komen mee, samen met Dick Summers (Robert Mitchum) als ingehuurde gids. Ook boer Lije Evans (Richard Widmark), zijn vrouw Rebecca (Lola Albright) en de 16-jarige zoon Brownie (Michael McGreevey) voegen zich bij de expeditie. Verder zijn er onder meer het pasgetrouwde stel Johnnie (Michael Witney) en Amanda Mack (Katherine Justice), plus de families Fairman en McBee.
Johnnie voelt zich niet aangetrokken tot zijn vrouw en wordt op een avond dronken en dwaalt af met de jonge Mercy McBee (Sally Field). Diezelfde avond doodt hij per ongeluk de zoon van een Sioux-opperhoofd. Tadlock weet dat geen enkele andere vorm van gerechtigheid voor de Indianen zal volstaan als de karavaan uit wraak door hen wordt achtervolgd, dus hangt hij Johnnie op, voor de veiligheid van het reizende gezelschap. Onderweg blijkt dat Mercy nu ook zwanger is, en Brownie vraagt haar ten huwelijk.
De zoon van Tadlock wordt niet veel later gedood tijdens een stampede. De laatste druppel komt wanneer Tadlock de antieke klok van Rebecca Evans vernietigt nadat Lije Evans weigert deze achter te laten. Er ontstaat een gevecht waarbij Tadlock wordt aangevallen door Evans, waarvoor Tadlock wraak neemt door Evans proberen neer te schieten, maar Summers kan hem tegenhouden. De anderen vormen een lynchmenigte en proberen Tadlock op te hangen, maar Evans overtuigt hen om dit niet uit te voeren.
Bijna aan het einde bereikt de tocht een steil ravijn, dat de enige kortere weg naar hun bestemming biedt. De kolonisten laten hun bezittingen, vee en elkaar de steile helling af om de weg naar de Willamette Valley te bereiken. Emotioneel verwoest door het verlies van Johnnie, snijdt Amanda Mack het touw door waar Tadlock op afdaalt, waardoor de senator zijn dood tegemoet stort. Amanda rent de woestijn in, maar de anderen gaan, na de inspanningen van Tadlock te hebben herdacht, door naar Oregon. Summers blijft achter en vertrekt naar onbekende delen.